# توماس جاي براي
توماس جاي براي (بالإنجليزية: Thomas J. Bray) هو شخصية أعمال أمريكي، ولد في عقد 1860، وتوفي في 1933.